# Västra Kalvtjärnen
Västra Kalvtjärnen är en sjö i Härjedalens kommun i Hälsingland och ingår i Ljusnans huvudavrinningsområde.